# Faro Recalada a Bahía Blanca
El Faro Recalada a Bahía Blanca (más conocido como Faro Recalada) es un faro de largo alcance ubicado en la costa del mar Argentino, en el partido de Monte Hermoso, al sur de la Provincia de Buenos Aires, Argentina.

## Características
Es una torre en forma de tubo con franjas horizontales de color blanco y rojo. Cuenta con 67 m de altura; y su diseño es de estructura abierta.
Está formado por un cilindro central de hierro de 1,50 m de diámetro y ocho columnas de hierro fundido. En su interior, una escalera caracol, conformada por 293 escalones, del mismo material, permite acceder a la linterna.
Sus cimientos de 9 metros de profundidad le dan la estabilidad necesaria para resistir los fuertes vientos que azotan la región.
Se inauguró el 1 de enero de 1906.
Con sus 74 m de altura focal es el más alto de Argentina (seguido por el Faro El Rincón), el segundo en América después del faro de la Cruz del Terrcer Milenio en Coquimbo, Chile. Hemisferio sur y el décimo más alto del mundo.
Está ubicado a 2 km al este del Balneario de Monte Hermoso, por el camino costero hacia Sauce Grande. Sus coordenadas son 39` 00' S, 61` 16' W. Se decide construirlo en 1904, sus elementos son traídos de Francia por la empresa que construyó la Torre Eiffel en París.
Su ensamble lo dirigió el Ingeniero Luiggi, el mismo que se encargó de la construcción de la Base Naval de Puerto Belgrano. Los terrenos pertenecían a la estancia El Recreo Viejo y luego fueron cedidos al gobierno nacional para su construcción
La iluminación original fue producto de la combustión de gas de kerosene, luego se utilizó gas acetileno, hasta que finalmente fue modernizado para funcionar con electricidad. Posee una lámpara de 1000 watts que eroga 1.000.000 de candelas, lo que le permite emitir una señal luminosa capaz de ser divisada a casi 28 millas náuticas.

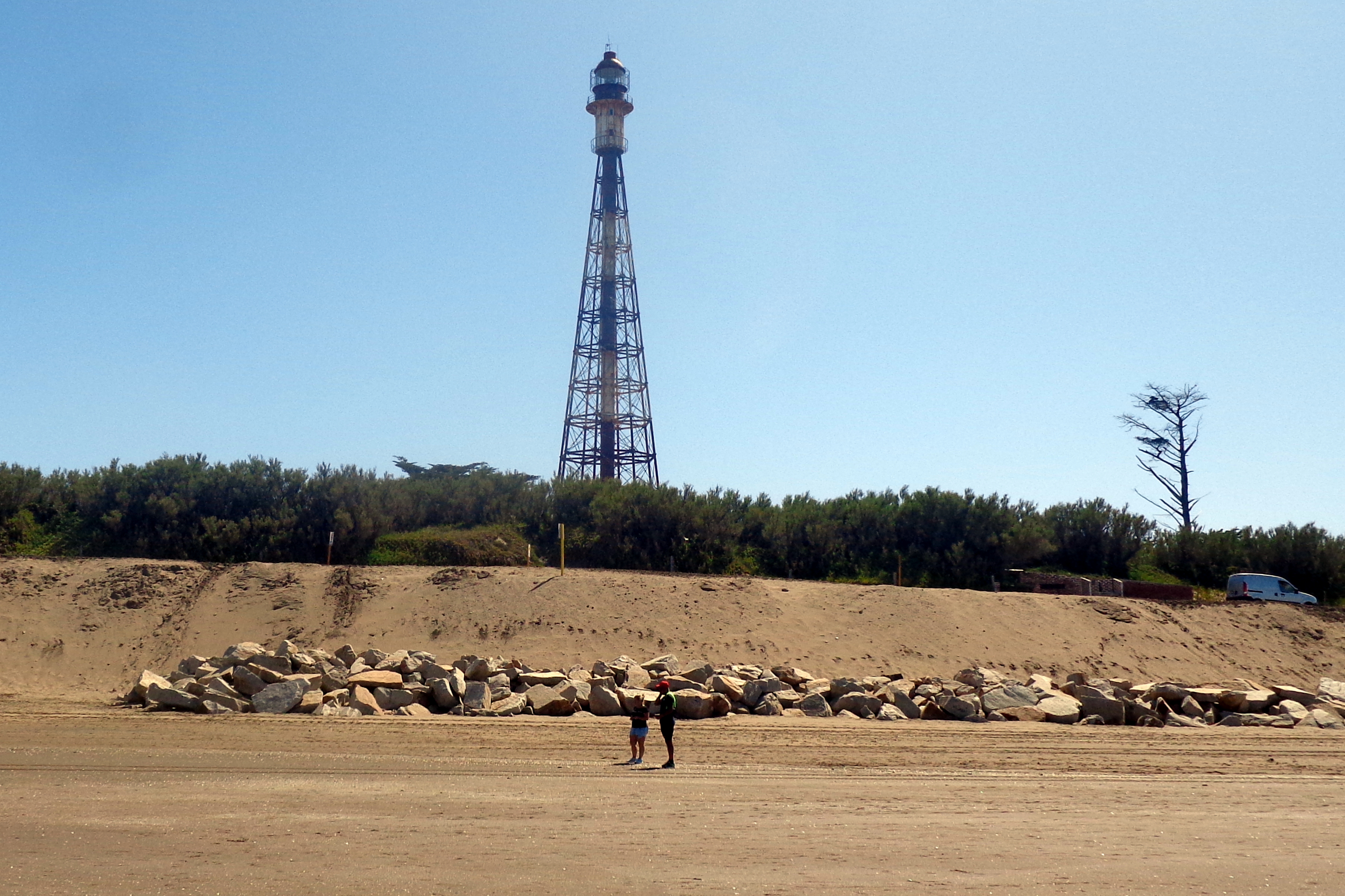
Desde la costa.

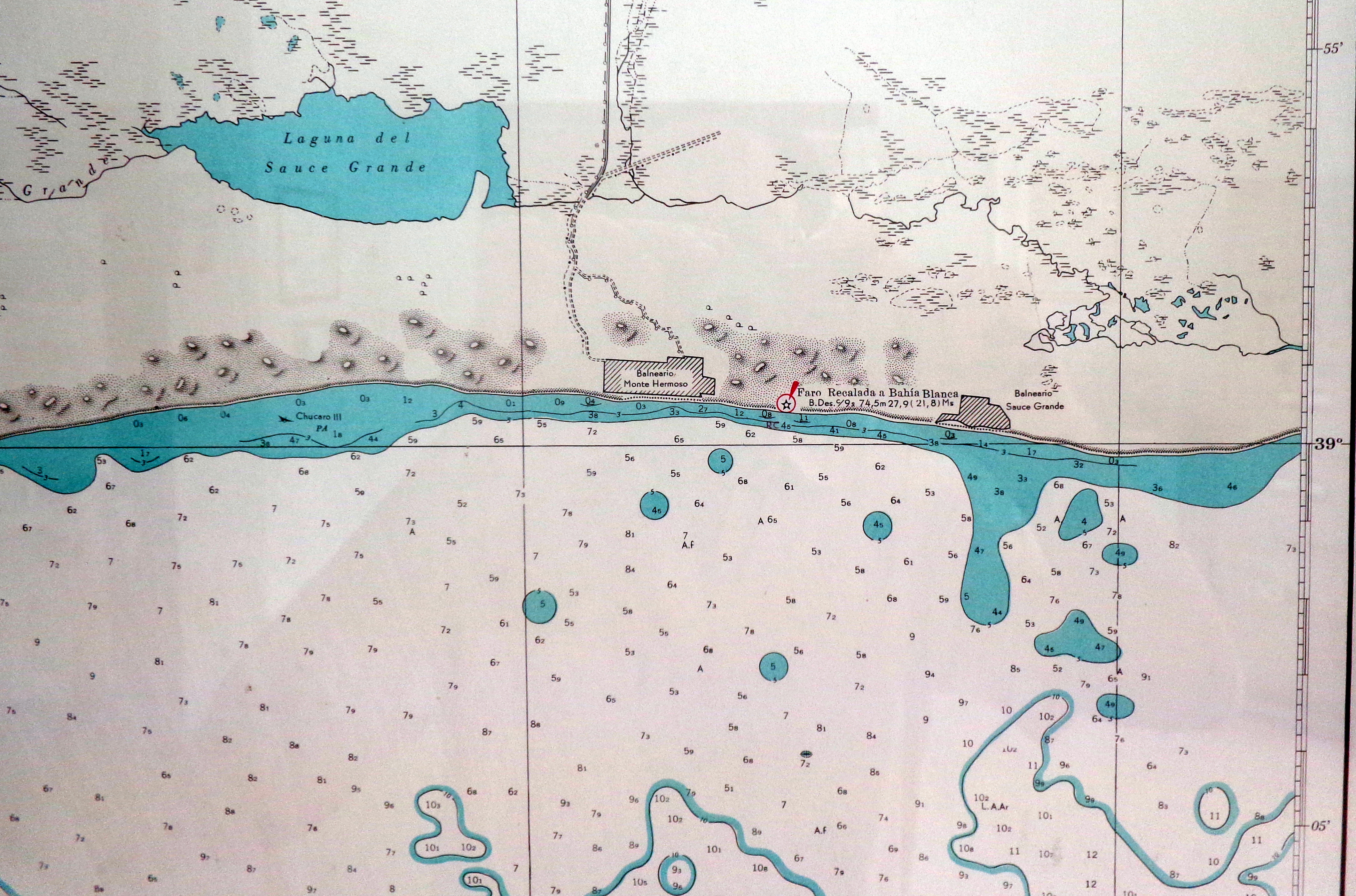
Mapa de posición.